# Důl Kovárna
Důl Kovárna je historické hornické dílo na katastrálním území města Pece pod Sněžkou v okrese Trutnov v Královéhradeckém kraji. Historické štoly se nacházejí v Obřím dole na jižním svahu Sněžky v nadmořské výšce 955–1034 metrů.

## Historie
První zmínky o dolování v masívu Sněžky jsou z roku 1456, další zprávy jsou z roku 1511. Těžil se zde chalkopyrit, arzenopyrit a pyrhotin. Největší rozmach těžby nastal v 19. století, kdy se měděné a arzénové rudy z Obřího dolu vyvážely do různých míst Evropy, arzenik vozili formani v padesátikilových soudcích až do Vídně a Terstu. Uvádí se, že mezi roky 1828 a 1868 ze suroviny, vytěžené v Obřím dole, bylo v hutích v Peci pod Sněžkou získáno 39 tun surové mědi a 1 250 tun arzeniku,  který neodebírali jen zahraniční zákazníci, ale také místní skláři.

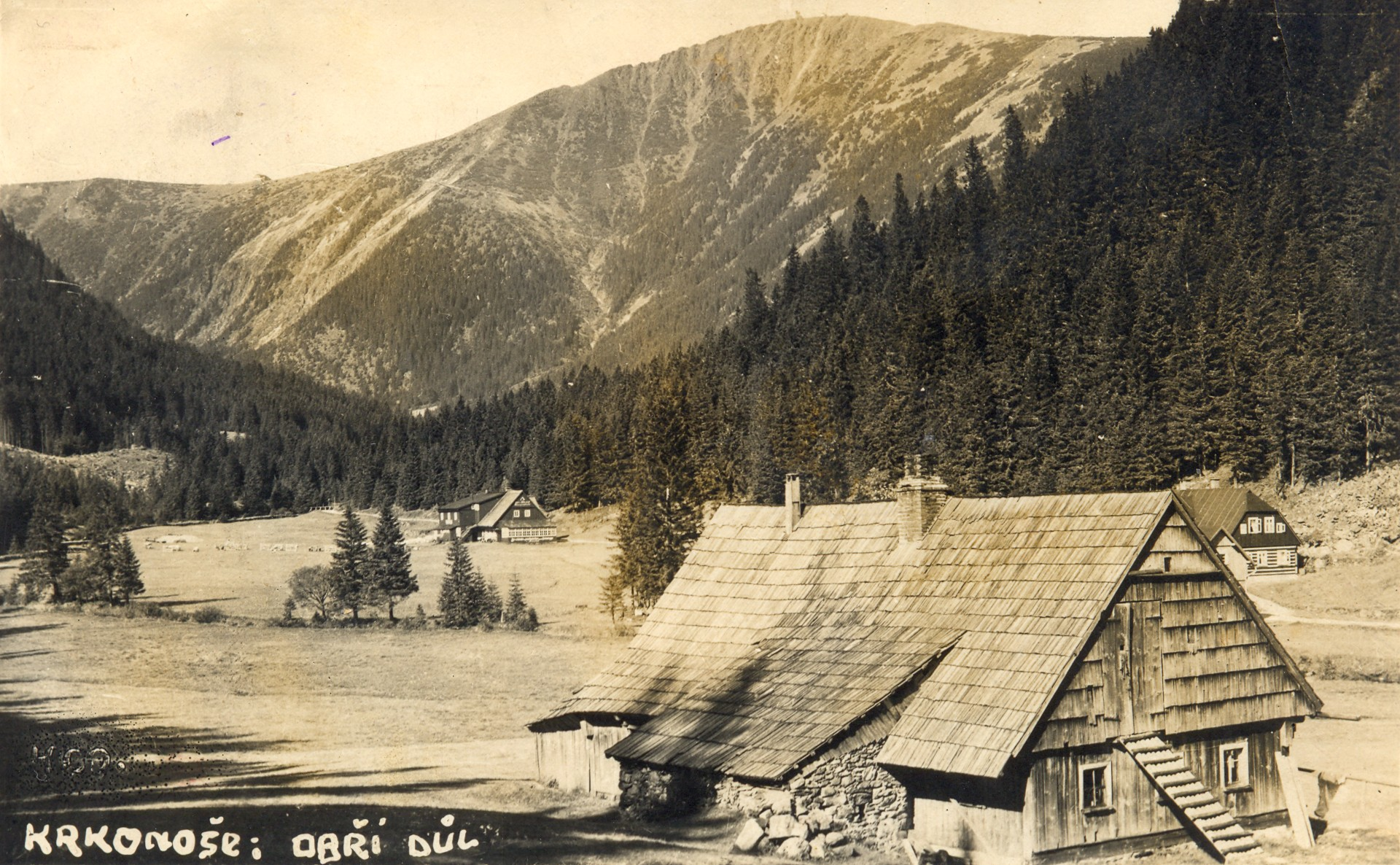
Chalupy pod Obřím dolem na počátku 20. století

Součástí dolu byla skutečná kovárna (později známá jako horská bouda Kovárna), v níž se vyráběly a upravovaly důlní nástroje a zařízení. Tato budova byla zakreslena již v mapě z roku 1568. Těžba měděných a arzénových rud v dole Kovárna skončila v roce 1876. Horská bouda Kovárna poté sloužila jako hostinec. Od padesátých let 20. století bouda chátrala. V roce 1966 ji převzala správa Krkonošského národní parku, kvůli nedostatečné údržbě však objekt dále chátral a v roce 1979 byl zbourán.
Na počátku padesátých let 20. století byl na základě rozhodnutí tehdejších státních představitelů v mnoha uzavřených a nevyužívaných důlních dílech na území Československa zahájen geologický průzkum za účelem zjištění možného využití jednotlivých ložisek. Během průzkumu v nejnížeji položené části dolu Kovárna, v oblasti štoly Prokop, bylo v letech 1952–1959 vyraženo sedm kilometrů nových chodeb. Když průzkum nepřinesl žádoucí výsledky, geologové štolu opustili. Veškerá technika však byla ponechána na místě, pouze vstupní chodba byla odstřelena a zavalena.

## Zpřístupnění

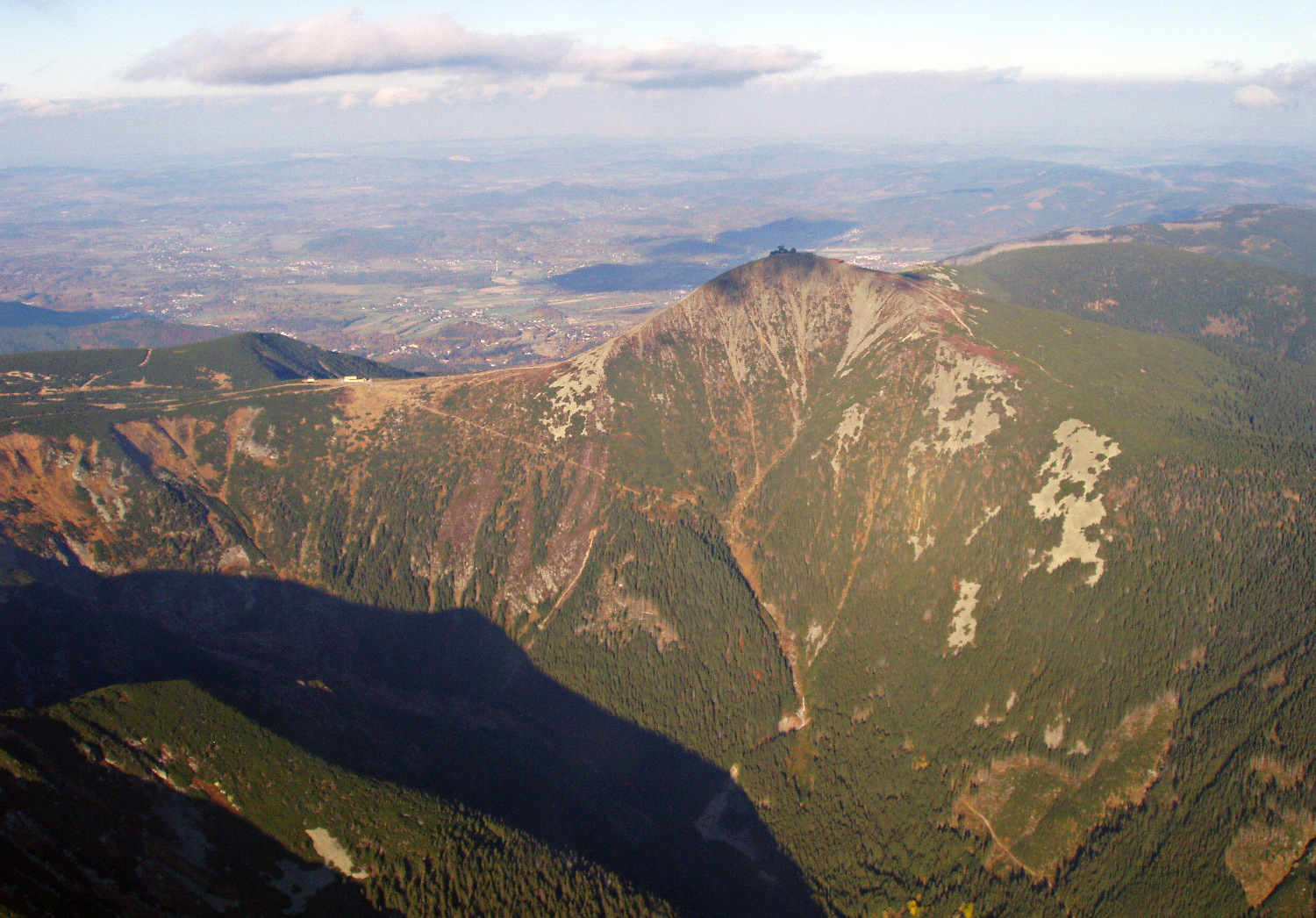
Letecký snímek Obřího dolu

Od roku 2004 byla část dolu z iniciativy členů albeřické základní organizace České speleologické společnosti zpřístupněna veřejnosti, ovšem vždy jen po tři dny v týdnu během hlavní letní sezóny, tj. v měsících červenci a srpnu. V roce 2011 byla nabídka prohlídek rozšířena o další, náročnější trasu B, jejíž součástí je výprava do padesátimetrové hloubky po nerezových žebřících. Každou sezónu důl navštívilo na 1500 turistů. Ke vstupu do dolu pro návštěvníky je využita dědičná odvodňovací štola Barbora v nadmořské výšce 1010 metrů. Pokud jde o další podzemní prostory, v nadmořské výšce 955–960 metrů prochází masívem Sněžky dědičná štola Prokop, nad níž se o 23 metrů výše nachází tzv. Mezipatro, kam lze sestoupit trasou B. Méně náročná trasa A zavede návštěvníky do štol Gustav a Heinrich, jejichž horní ústí je ve výšce 1034 metrů.

## Dočasné uzavření dolu
Od roku 2018 je plánováno dlouhodobé uzavření dolu. Cílem je připravit zpřístupnění dosud zavalené štoly Prokop a zároveň provést vyčištění a zabezpečení spodního patra, které je neustále zaplavováno bahnem a dolu by tak mohl hrozit zánik.